# Просянка весняна
Просянка весняна (Milium vernale) — вид трав'янистих рослин з родини злакові (Poaceae), поширений у Північній Африці, західній і південній Європі, західній і середній Азії.

## Опис
Однорічна рослина 20–70 см заввишки. Стебла й піхва шорсткі. Листки не ширше 3.5 мм. Волоть 3-8(10) см завдовжки. Колоскові луски однакові, тупувато загострені, горбкувато-шорсткі; нижня квіткова луска тупа, коротше колоскових лусок. Зернівка еліпсоїдна, дорсально стиснута.

## Поширення
Поширений у Північній Африці, західній і південній Європі, західній і середній Азії.
В Україні вид зростає у чагарниках, лучно-степових і вапняково-кам'янистих місцях з пухким або піщанистих ґрунтом — на півдні Степу і в Криму (в його гірській частині і на Керченському півострові), зрідка.